# Stora Kils socken
Stora Kils socken i Värmland ingick i Kils härad, ingår sedan 1971 i Kils kommun och motsvarar från 2016 Stora Kils distrikt.
Socknens areal är 172,05 kvadratkilometer varav 144,03 land. År 2000 fanns här 9 351 invånare. Godset Apertin, tätorten Kil samt sockenkyrkan Stora Kils kyrka ligger i socknen.   

## Administrativ historik
Socknen har medeltida ursprung. Namnet var före 1 januari 1886 (namnet ändrades enligt beslut den 17 april 1885) Kils socken.
1 januari 2016 inrättades distriktet Stora Kil, med samma omfattning som församlingen hade 1999/2000.
Vid kommunreformen 1862 övergick socknens ansvar för de kyrkliga frågorna till (stora) Kils församling och för de borgerliga frågorna bildades Kils landskommun. Landskommunen uppgick 1971 i Kils kommun.
Socknen har tillhört län, fögderier, tingslag och domsagor enligt vad som beskrivs i artikeln Kils härad. De indelta soldaterna tillhörde Värmlands regemente och Kils kompani.

## Geografi
Stora Kils socken ligger norr om Karlstad kring Norsälven, Nedre Fryken och södra delen av Mellanfryken. Socknen har odlingsbygd vid älven och sjöarna och är i övrigt en starkt kuperad skogsbygd.

## Fornlämningar
Från bronsåldern finns spridda gravrösen. Från järnåldern finns nio gravfält, ett stort vid Runnevål.

## Namnet
Namnet skrevs 1315 Chill och syftar troligen på en kilformad vik vid den gamla kyrkan. Denna ödekyrkogård ligger norr om Apertins herrgård öster om den idag delvis igenväxta och sänkta sjön Norra Hyn och ortnamnet kil kan ursprungligen ha avsett den nordvästra delen av sjön en bit från kyrkplatsen. Socknen fick år 1885 sitt namn ändrat till Stora Kils socken (för att inte förväxlas med Visnums-Kils socken i samma landskap och med Kils socken i Örebro län).
Även Nedre Frykens södra spets kan beskrivas som en kil och den gamla kyrkan låg på ett näs mittemellan sjöarna (på ungefär lika långt avstånd). Men det borde vara Norra Hyn som avses eftersom terrängen från kyrkplatsen lutar ner mot den sjön. Även andra naturformationer som landtungor vid sjöar eller på land eller former på ägor och gränser kan föranleda ortnamnet "kil".

## Befolkningsutveckling
| Befolkningsutvecklingen i Stora Kils socken 1750–1990                                                    | Befolkningsutvecklingen i Stora Kils socken 1750–1990 | Befolkningsutvecklingen i Stora Kils socken 1750–1990 | Befolkningsutvecklingen i Stora Kils socken 1750–1990 | Befolkningsutvecklingen i Stora Kils socken 1750–1990 |
| --- | ----------------------------------------------------- | ----------------------------------------------------- | ----------------------------------------------------- | ----------------------------------------------------- |
| |                                                       |                                                       |                                                       |                                                       |
| År |                                                       |                                                       | Folkmängd                                             |                                                       |
| 1750 | 1750                                                  |                                                       | 1 577                                                 |                                                       |
| 1760 | 1760                                                  |                                                       | 1 778                                                 |                                                       |
| 1769 | 1769                                                  |                                                       | 1 948                                                 |                                                       |
| 1780 | 1780                                                  |                                                       | 1 953                                                 |                                                       |
| 1790 | 1790                                                  |                                                       | 2 076                                                 |                                                       |
| 1810 | 1810                                                  |                                                       | 2 171                                                 |                                                       |
| 1820 | 1820                                                  |                                                       | 2 383                                                 |                                                       |
| 1830 | 1830                                                  |                                                       | 2 688                                                 |                                                       |
| 1840 | 1840                                                  |                                                       | 2 903                                                 |                                                       |
| 1850 | 1850                                                  |                                                       | 3 152                                                 |                                                       |
| 1860 | 1860                                                  |                                                       | 3 367                                                 |                                                       |
| 1870 | 1870                                                  |                                                       | 3 446                                                 |                                                       |
| 1880 | 1880                                                  |                                                       | 3 831                                                 |                                                       |
| 1890 | 1890                                                  |                                                       | 3 428                                                 |                                                       |
| 1900 | 1900                                                  |                                                       | 3 571                                                 |                                                       |
| 1910 | 1910                                                  |                                                       | 3 759                                                 |                                                       |
| 1920 | 1920                                                  |                                                       | 4 008                                                 |                                                       |
| 1930 | 1930                                                  |                                                       | 3 832                                                 |                                                       |
| 1940 | 1940                                                  |                                                       | 3 724                                                 |                                                       |
| 1950 | 1950                                                  |                                                       | 4 171                                                 |                                                       |
| 1960 | 1960                                                  |                                                       | 4 724                                                 |                                                       |
| 1970 | 1970                                                  |                                                       | 5 977                                                 |                                                       |
| 1980 | 1980                                                  |                                                       | 8 702                                                 |                                                       |
| 1990 | 1990                                                  |                                                       | 9 686                                                 |                                                       |
| Anm: Källor: Umeå universitet - Tabellverket 1749-1859, Demografiska databasen, CEDAR, Umeå universitet. |                                                       |                                                       |                                                       |                                                       |